# Cima Chiavari
Die Cima Chiavari ist ein rund 2000 m hoher Berg im westantarktischen Ellsworthland. In den Enterprise Hills der Heritage Range im Ellsworthgebirge ragt er 3,7 km nordöstlich des Schoeck Peak als höchster Gipfel des nordwestlichen Teils des Horseshoe Valley auf.
Italienische Wissenschaftler benannten ihn 2002 nach der Stadt Chiavari, die deren Antarktisexpedition finanziert hatte.